# Seznam osebnosti iz Občine Žiri

## Arhitekti
- Vlasto Kopač (3. junij 1913, Žiri – 27. april 2006)
- Juta Krulc (18. april 1913, Radovljica – 22. junij 2015, Golnik)
- Tone Mlakar (31. maj 1921, Žiri – november 2020, Škofja Loka?)
- Bojan Tratnik (20. marec 1919, Žiri – 3. julij 2013, Ljubljana)

## Duhovniki
- Janez Majnik (1803–1877)[1], župnik in uspešen sadjar, v Žiri je vpeljal nove sorte jabolk
- Anton Mlinar (25. december 1952, Žiri), moralni teolog
- Jernej Lenček[2] (1827–1861)
- Martin Naglič (1748–1795)
- Stanko Žakelj (1912–1989), lazarist, teolog, prevajalec

## Glasbeniki
- Anton Jobst (12. september 1894, Ziljska dolina – 11. julij 1981, Žiri), glasbeni pedagog in orglar v Žireh
- Ivan Milavec (22. februar 1874, Logatec – 18. januar 1915, Ljubljana), izdelal je orgle za žirovsko farno cerkev sv. Martina
- Darja Švajger (16. junij 1965, Maribor), pevka, živi v Žireh

## Igralci in režiserji
- Andrej Mlakar (16. avgust 1952, Ljubljana), filmski režiser in scenarist
- Fran Schmidt (6. februar 1849 – 26. februar 1893)
- Jože Zupan (15. februar 1921, Zasip – 25. junij 1991, Maribor), v Žireh je režiral gledališke predstave

## Pisatelji in publicisti
- Ljudmila Bokal (r. Stanonik) (12. oktober 1952, Dobračeva/Selo), jezikoslovka in publicistka
- Alojz Demšar[3] (13. marec 1955, Žiri), skupaj s Petro Leben Seljak je napisal Knjigo hiš na Žirovskem
- Lojze Gostiša (1923 - 2019), umetnostni zgodovinar, organizator, urednik
- Rado Jan (8. oktober 1925, Žiri – 6. september 2008, Golnik), profesor, ravnatelj, dramaturg, gledališčnik, režiser, prevajalec, lokalni zgodovinar, publicist
- Darinka Konc (21. junij 1902, Zalog pri Goričah) redovnica, učiteljica in avtorica Žirovske himne[4]
- Jernej Lenček[2] (25. avgust 1827, Brezovica – 7. oktober 1861, Pivka), kot duhovnik je služboval v Žireh in tedaj napisal Žirovski svet, prvo domoznansko besedilo o Žireh in Žirovcih
- Milena Miklavčič (27. maj 1952, Žiri), pisateljica, publicistka
- Martin Naglič (1. november 1748  – 15. november 1795, Ljubljana), duhovnik in pesnik
- Miha Naglič (24. april 1952, Žiri), esejist in filozof
- Petra Leben Seljak [5](18. januar 1959, Postojna), antropologinja, izdala je Knjigo hiš na Žirovskem skupaj z Alojzom Demšarjem
- Branko Reisp (1928–2009), zgodovinar, muzealec, bibliotekar
- Marija Stanonik (23. maj 1947, Žiri), slavistka in etnologinja, akademičarka
- Tončka Stanonik (1949, Ljubljana), urednica, pisateljica
- Leopold Suhodolčan (10. avgust 1928, Žiri – 8. februar 1980, Golnik), pisatelj in ustanovitelj bralne značke
- Franc Temelj (2. oktober 1952, Ljubljana), zbira ostanke lokalne zgodovine
- Spomenka Hribar (25. januar 1941, Beograd), filozofinja in sociologinja, publicistka

## Podjetniki in gospodarstveniki
- Vinko Govekar (1911–1999), glavni ustanovitelj Alpine[6]
- Tomaž Košir (1951)
- Milan Naglič (1921–1987)
- Anton Primožič (17. januar 1870, Žiri – 24. januar 1954, Žiri), trgovec s čipkami [6]
- Jernej Kopač (1861–1946), tovarnar

## Politiki
- Jože Bogataj (1935), politik
- Franci Demšar (4. februar 1960)
- Viktor Galičič (26. februar 1923, Žiri – 5. junija 1986, Žiri), partizan in politik
- Zdravko Krvina (7. januar 1937, Žiri – 19. avgust 2013, Ljubljana), predsednik skupščine Občine Škofja Loka (pri tridesetih letih je bil najmlajši župan v tedanji Jugoslaviji, direktor UKC itd.; po upokojitvi 1990 tudi zasebni galerist v Žireh
- Goran Klemenčič (28. maj 1972, Kranj), minister za pravosodje Republike Slovenije
- Milovan Lipušček (1907–1987), tigrovec in partizan
- Janez Žakelj (26. november 1964, Žiri), župan občine Žiri (2010-2022)
- Viktor Žakelj [7](6. maj 1943, Žiri)

## Slikarji
- Ivan Gluhodedov (23. avgust 1925, Žiri – 7. junij 2010, Žiri)
- France Kopač (1. februar 1885, Žiri – 7. september 1941, Split, Hrvaška)
- Stane Kosmač (1950), slikar
- Tomaž Kržišnik (1943, Žiri – 2023, Žiri), grafik, risar, ilustrator, oblikovalec, profesor ALUO
- Jože Peternelj - Mausar (12. januar 1927, Žiri – 28. februar 2013, Škofja Loka)
- Konrad Peternelj - Slovenec (15. februar 1936, Žiri – 30. december 2000, Žiri)
- Vinko Podobnik (9. marec 1952, Ljubljana), živi in dela v Žireh (strojni tehnik, podjetnik)
- Janez Sedej (2. december 1910, Žiri – 21. april 1985, Žiri)
- Maksim Sedej (26. maj 1909, Žiri – 13. maj 1974, Ljubljana)

## Športniki
- Marko Čar (23. november 1969, Kranj – 11. januar 2000), alpinist
- Sašo Jereb (20. januar 1983, Žiri), judoist
- Ema Klinec (2. julij 1998, Kranj), smučarska skakalka, trenira pri Skakalnem klubu Alpina Žiri
- Tomaž Naglič (18. julij 1989, Kranj), smučarski skakalec
- Petra Rampre (20. januar 1980, Ljubljana), tenisačica
- Žana Rojnik (17. junij 1984, Kranj), atletinja
- Boris Strel (20. oktober 1959, Žiri – 28. marec 2013), alpski smučar
- Ana Kosmač (*1987), športna plezalka
- Primož Kopač (1991), smučarski skakalec
- Oto Giacomelli (1942), smučarski skakalec
- Roman Seljak (1934), smučarski tekač
- Helena Žigon (1928–2020), atletinja

## Učitelji, profesorji, znanstveniki, zdravniki idr. strokovnjaki
- Marica Albreht[8] (18. avgust 1943, Žiri)
- Leopold Božič (1837–1922)
- Marjan Dolenc (1930–1981), ekonomist
- Polde Hladnik (1919–1997), zdravnik higienik, organizator zdravstva
- Jože Kogovšek (1942–2011), veterinar
- Leopoldina Pelhan[9] (1880, Idrija – ?), prva učiteljica na žirovski klekljarski šoli
- Jakob Prevodnik (1748–1830), učitelj na prvi žirovski šoli, ustanovljeni leta 1778
- Josip Mazi (24. januar 1872, Žiri – 25. junij 1935, Ljubljana), matematik
- Zdravko Mlinar (1933, Žiri), sociolog, univ. profesor, akademik
- Valentin Pivk (1933 – ?), ravnatelj Gimnazije Kranj
- Alojz Poljanšek (Selo, Žiri, 12. junij 1901  –3. oktober 1966, Ljubljana), železniški gradbeni strokovnjak
- Rado Poljanšek (Žiri, 16. julij 1914 – 16. november 2002), zdravnik ginekolog
- Bojan Vrtovec (Žiri, 26. julij 1921 – 22. september 1997, Ljubljana), zdravnik ginekolog in porodničar
- Vladimir Žakelj (8. julij 1914 – 22. februar 1993), kirurg, profesor UL